# Chihlimbar

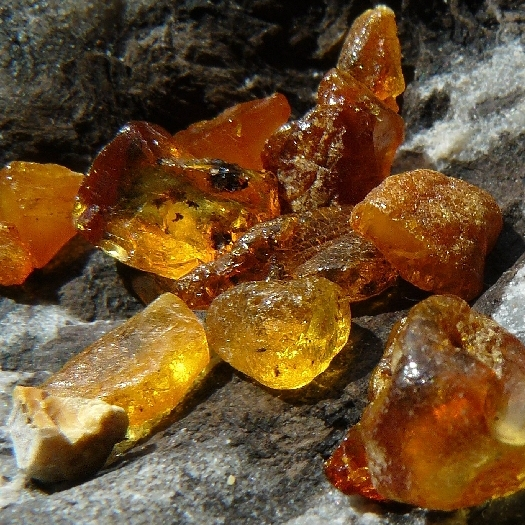
Chihlimbar

Chihlimbarul, numit și „ambră galbenă” sau succin, este o piatră semiprețioasă de culoare galbenă, transparentă, translucidă sau opacă, cu incluziuni translucide sau opace, fiind de origine organică, și anume rășina fosilă care este provenită de la unele specii de pin (pinus succiniferia).
Unele incluziuni îi pot conferi culoare albăstruie sau verzuie, așa cum este chihlimbarul din Republica Dominicană. Aceste pietre sunt exemplare rare și foarte scumpe. O caracteristică a chihlimbarului este modul în care conservă insectele, prinse în interior când se afla in stadiul de rășină lichidă. Chihlimbarul din perioada cretacică (în urmă cu aproximativ cu 65 - 140 milioane de ani) oferă o imagine asupra insectelor din acea perioadă. Într-o bucată de chihlimbar cu o vechime de 60 - 80 milioane de ani descoperită În New Jersey, a fost observată o albină, Trigona prisca, aceasta fiind cea mai veche albină descoperită. În același loc a fost descoperită și cea mai veche ciupercă, Archaeomarasmius, cu o vechime de aproximativ 90 - 94 milioane de ani.  
Cele mai cunoscute varietăți sunt: succinitul (chihlimbarul de Baltica), simetitul (chihlimbarul sicilian), rumanitul (chihlimbar din Carpații României ) și Sahalin din Rusia, burmitul (rășina extrasă în Burma Superioară și prelucrată in China), ajkaitul (rășină fosilă din Ungaria), precum și valchovitul (rășină fosilă din Moravia).

## Origine

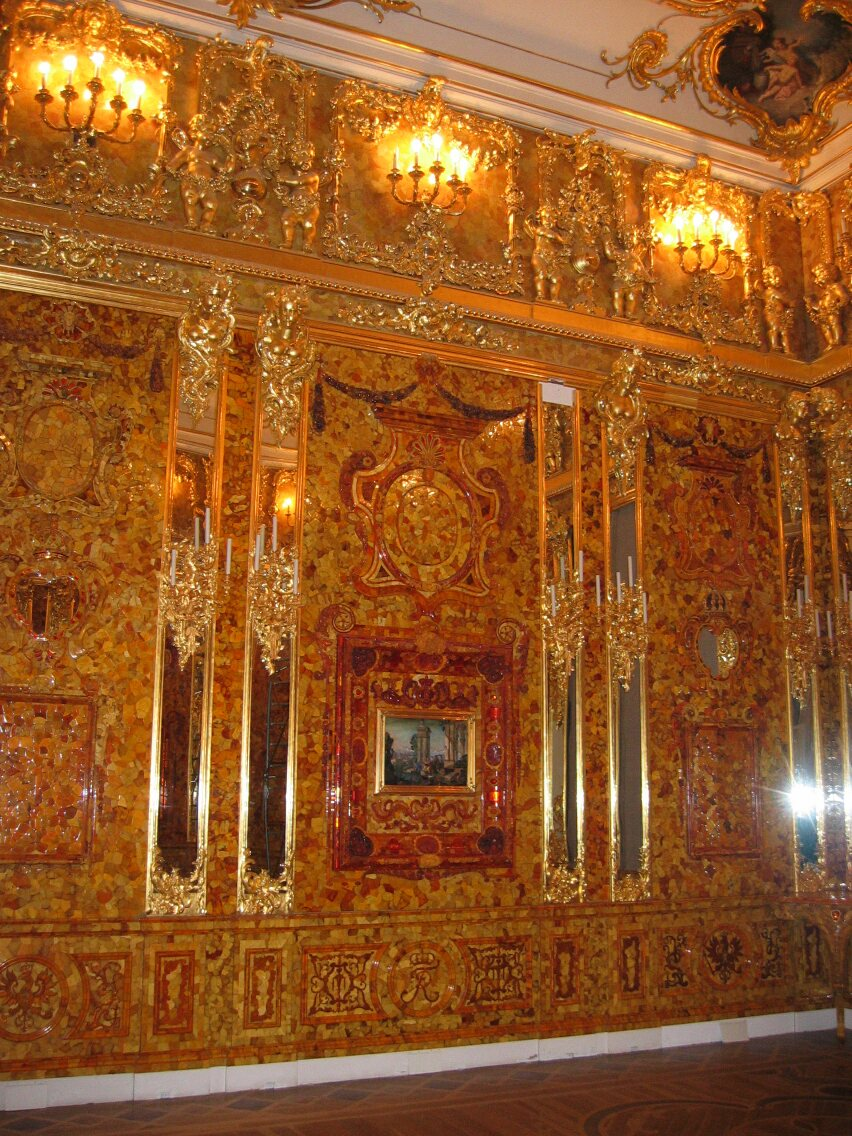
„Salonul de chihlimbar” din Pușkin de lângă Sankt Petersburg (recent reconstruit)

Vârsta chihlimbarului este apreciată la 260 milioane de ani. Provine din rășina arborilor de pe acele vremuri, care cu timpul s-a solidificat ca o substanță amorfă, fără să fie un mineral. Chihlimbarul prezintă pentru cercetătorii paleontologi o importanță deosebită, prin incluziunile de fosile conservate perfect, timp de milioane de ani, în masa rășinii.
Peștera Cave of El Soplao El Soplao din Cantabria, Spania, conține cel mai mare zăcământ de chihlimbar din Europa, datând de acum 110 milioane de ani.

## Extragerea chihlimbarului
Depozite de chihlimbar se găsesc în „Provincia Chihlimbarului”, la Marea Baltică, pe o suprafață cu o lungime de 2000 km și o lățime de 500 km. De aici au fost extrase bucăți cu o greutate de până la 10 kg. Depozite de chihlimbar se mai găsesc în Germania, Danemarca, Polonia, Lituania, Letonia, Rusia, Ucraina, Armenia, Siria, Myanmar, China, Japonia.
În România, singura exploatare de chihlimbar a fost în satul Colți, Buzău.
În România există un tip de chihlimbar specific munților Carpați, numit „rumanit”, de culoare galben-verzuie, despre care savantul Gheorghe Munteanu-Murgoci a demonstrat în 1902, prin lucrarea sa de doctorat, că este chihlimbar, nu tămâie.

## Proprietăți fizico-chimice
Chihlimbarul este o substanță organică amorfă cu formula chimică C10H16O. Pe lângă rășină, chihlimbarul conține acid succinic 3-8% și gaze volatile (H2S). Este o piatră cu duritate mică (2 - 2,5 din 10 pe scara Mohs), fără clivaj, cu luciu, solubilă în alcool, eter și benzină. Chihlimbarul este sensibil la căldură, la 150°C începe să se înmoaie, iar la aproximativ 250°C se topește. Acesta arde cu flacără, eliberând un miros de rășină.

## Utilizare

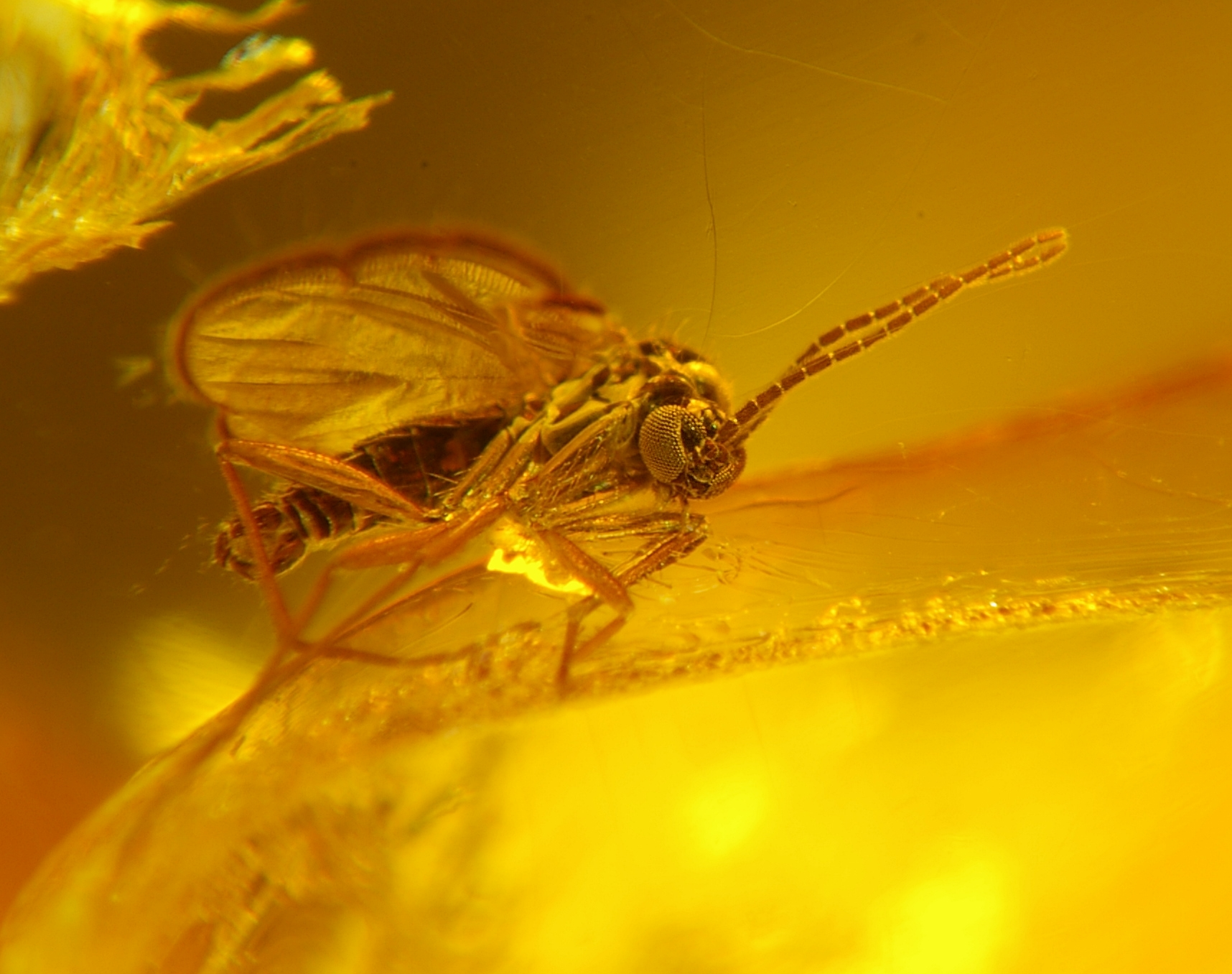
Insectă fosilă conservată în chihlimbar

Chihlimbarul este socotit piatră prețioasă încă din timpurile preistorice, fiind folosit ca bijuterie sau obiect de cult. Unele bijuterii de chihlimbar din Egiptul antic, care s-au păstrat, au o vechime de peste 6.000 de ani. 
Exploatarea și comercializarea acestei pietre semi-prețioasă a început în neolitic. În Europa, începând din antichitate, pe ruta Roma - Kaliningrad a fost creat "Drumul chihlimbarului", ca dovadă a aprecierii acestui produs, rută ce a fost utilizată mult timp (germană: Bernsteinstraße; rusă: Янтарный путь; italiană: Via dell'Ambra, latină: Via Sucinaria; poloneză: Szlak Bursztynowy, Jantarowy Szlak).
Una dintre operele de artă cele mai valoroase din istorie realizate din această piatră prețioasă este „Salonul de chihlimbar”, ale cărui decorațiuni din chihlimbar au fost făcute cadou în anul 1716 de regele Prusiei, Frederic Wilhelm I (1688-1740), țarului Rusiei, Petru cel Mare. Acest obiect de artă, expus în Rusia, a dispărut (a fost furat) în timpul celui de-al Doilea Război Mondial. Între 1979-2003, salonul a fost reconstruit după fotografii de către specialiști ruși și acum, este expus în Palatul "Ecaterina" din orașul Pușkin (fostul sat Țarskoe Selo), la circa 25 km sud de Sankt Petersburg. Ultimele căutări de regăsire a decorațiunilor originale de chihlimbar au fost în 2011, fără succes. 
Dacă o bucată de chihlimbar este frecată cu o bucată de blană, provoacă o sarcină electrică pe suprafața acestuia, care apoi poate crea o scânteie când este adus aproape de un obiect legat la sol.

## În România
La Colți, Buzău, se află un muzeu al chihlimbarului. Înființat în anul 1979, muzeul a fost refăcut între 1980 și 1983. Acesta ființează într-o casă cu etaj, cu o arhitectură rurală specifică locului, construită între 1973-1974. Muzeul adăpostește o mare varietate de mostre de chihlimbar, provenite din zăcămintele extrase din minele din împrejurimi sau din alte zone din Munții Buzăului.  La Buzău a fost descoperită cea mai mare bucată de rumanit din lume, un bulgăre de chihlimbar cu o greutate de 3.480 gr, acesta fiind expus la Muzeul Județean din Buzău.